# Northeast Airlines
Northeast Airlines era una compagnia aerea statunitense con sede a Boston, in Massachusetts, che operava principalmente negli Stati Uniti nordorientali e successivamente in Canada, Florida, alle Bahamas, Los Angeles e altre città. Venne acquistata e fusa con Delta Air Lines nell'agosto 1972.

## Storia

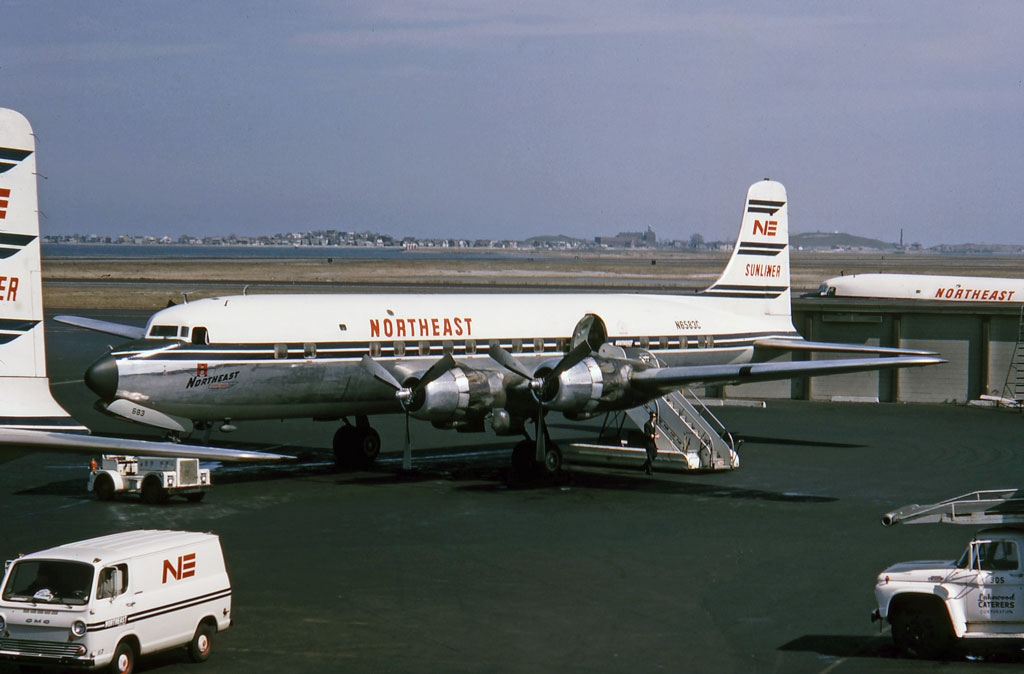
Un Douglas DC-6B della Northeast a Boston, nel 1966.

La compagnia aerea iniziò come Boston-Maine Airways, fondata come compagnia aerea sotto contratto con la Pan Am il 20 luglio 1931, dalla Boston and Maine Railroad e dalla Maine Central Railroad, volando da Boston a Bangor via Portland. Volò solo sporadicamente fino all'11 agosto 1933, quando la National Airways iniziò a operare i suoi voli sotto contratto. National gestiva anche la Central Vermont Airways, una sussidiaria della Central Vermont Railway, e i due vettori insieme avevano una rete attraverso il New England fino al New Hampshire, Vermont e Montreal. Amelia Earhart ed Eugene Vidal erano tra i co-fondatori della National, e la stessa Earhart era un importante venditore per la compagnia aerea nei suoi primi anni. La National gestiva inizialmente lo Stinson Airliners e nel novembre 1936 passò a una flotta di Lockheed Electra da 10 passeggeri.
Il nome Northeast Airlines è stato adottato il 19 novembre 1940. Durante la seconda guerra mondiale Northeast aprì la strada al servizio transatlantico per l'esercito sotto contratto dalle forze aeree dell'esercito americano. Dopo la guerra, la Northeast iniziò il servizio orario tra Boston e New York con i DC-4. Più tardi chiese l'autorizzazione per operare un servizio passeggeri attraverso l'Atlantico, venendo però ostacolata dal Civil Aeronautics Board, che invece le assegnò alla Pan American World Airways e alla TWA.
Nel 1956 Northeast iniziò il servizio per l'Aeroporto Nazionale di Washington-Ronald Reagan e ricevette un certificato temporaneo per servire la Florida, per il quale la compagnia aerea acquistò una flotta di nuovi DC-6B. A partire dal 17 dicembre 1959 Northeast divenne uno dei primi utilizzatori di aerei con motori turbojet, volando con un Boeing 707-331 della TWA in leasing andata e ritorno tra New York e Miami.

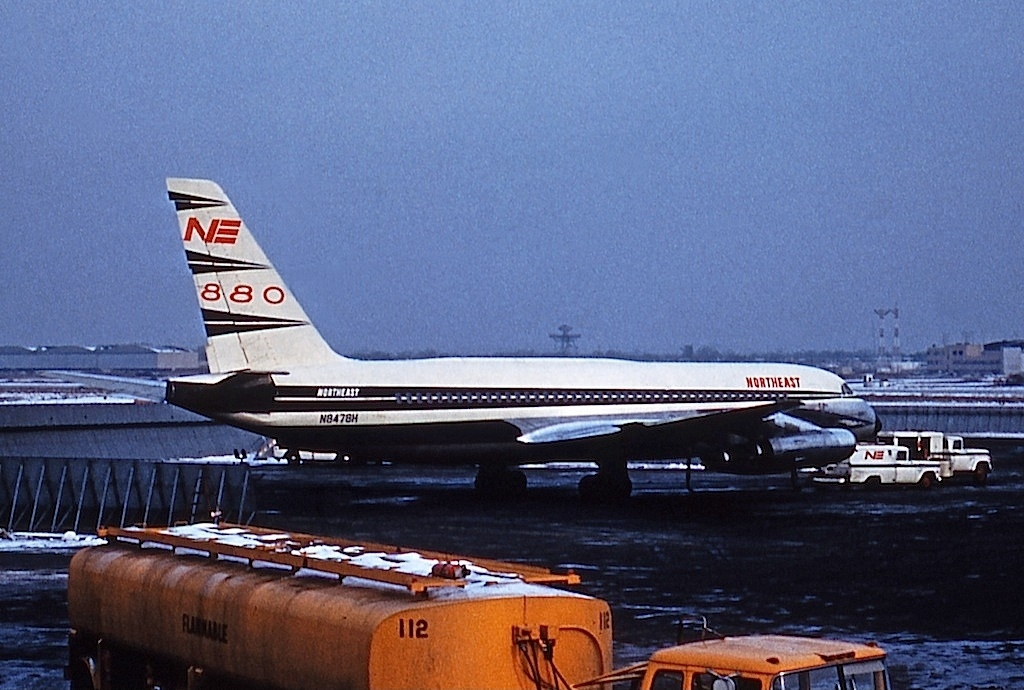
Un Convair CV-880 della Northeast a New York nel 1961.

Northeast ordinò dieci Vickers Viscount alla fine degli anni '50 e se ne servì fino a quando i problemi finanziari all'inizio degli anni '60 costrinsero la società a restituirli al produttore. Northeast noleggiò un singolo Boeing 707 dalla TWA per i voli invernali dal 1959 al 1960 verso la Florida. Nel 1960 la Northeast prese in affitto sei Convair 880 e viaggiando verso la Florida per diversi anni.
Il miliardario Howard Hughes acquisì il controllo della compagnia aerea nel 1962. L'autorità temporanea della rotta per Miami della compagnia fu revocata da una decisione del CAB quell'anno e Hughes decise di uscire dalla compagnia, vendendo il controllo a un fiduciario nel 1964. Northeast lanciò una campagna aggressiva contro la decisione del CAB e ottenne un certificato permanente in Florida nel 1965. Nel 1965 la compagnia aerea fu acquistata dalla Storer Broadcasting, che tentò di ringiovanire la Northeast nel 1966 con una nuova campagna di marketing e nuovi aerei. Questa ordinò una flotta di Boeing 727-100 per le rotte in Florida, e McDonnell Douglas DC-9-30 e Fairchild FH-227 per rotte più brevi. Questi "Yellowbirds" erano dotati di una nuova livrea gialla e bianca. Nel 1966 la Northeast fu il cliente di lancio del Boeing 727-200, che iniziò a volare nel dicembre 1967. Ad eccezione della Florida, la loro rete era tutta a nord e ad est dell'Aeroporto Nazionale di Washington-Ronald Reagan fino al 1969, quando hanno aggiunto tre voli nonstop via 727 tra Miami e Los Angeles, con Fort Lauderdale che subito dopo riceveva un velivolo da LAX per uno scalo breve (a volte erano necessarie delle soste per il carburante su questi voli transcontinentali, normalmente privi di scali). Northeast ottenne i diritti di volo tra Miami e Montreal nel 1967, seguiti dai diritti per servire le Bahamas nel 1968 e i diritti per collegare Cleveland, Detroit, Chicago e Bermuda nel 1969, insieme a una nuova autorità di rotta Miami-Los Angeles.
Nel 1969, dopo un lungo periodo di difficoltà finanziarie, la Northeast annunciò l'intenzione di fondersi con la Northwest Airlines. La fusione è stata approvata sia dal CAB che dal presidente Richard Nixon nel 1970, ma era subordinata all'abbandono della rotta Miami-Los Angeles. Northwest chiuse i negoziati sulla fusione nel marzo 1971,, e Northeast riferì di un nuovo piano di fusione con Delta Air Lines il mese successivo. La fusione Delta è stata approvata nel maggio 1972, con la stessa condizione che Delta non poteva operare sulla rotta Miami-Los Angeles. La fusione è stata completata nell'agosto 1972.
Il contributo della Northeast alla Delta Air Lines includeva l'accesso al mercato di Boston, nel quale non possedeva alcuno hub. Delta aggiunse alla propria flotta i Boeing 727-100 e 727-200, tipi di Boeing che non operavano prima dell'acquisizione della Northeast. La Delta se ne servì come cavalli di battaglia della propria flotta negli anni '70 e '80, e ad un certo punto era divenuta il più grande operatore al mondo del Boeing 727-200.